# 红果类叶升麻
红果类叶升麻（学名：Actaea erythrocarpa）为毛茛科类叶升麻属下的一个种。

## 扩展阅读
- 維基物種上的相關：红果类叶升麻